# MS Almariya
El MS Almariya, es un ferry operado por Acciona Trasmediterránea que desde 2016 cubre la ruta marítima entre Almería y Nador.
Fue construido en 1981 por la constructora naval alemana AG Weser Seebeckswerft, en la ciudad de Bremerhaven, en Alemania Occidental para la naviera Olau Line, siendo nombrado en aquel momento como MS Olau Hollandia. Posteriormente, entre 1989 y 1997 navegó como MS Nord Gotlandia para Gotlandslinjen, subsidiaria de Nordström & Thulin. Más tarde, entre 1998 y 2013 fue renombrado a MS Nordlandia y operó para la compañía naviera finlandesa Eckerö Line. Su penúltimo cambio de nombre se produjo en el año 2013, pasándose a llamar MS Isabella 1, operando entre 2013 y 2016 para la naviera Isabella Cruises.
Finalmente, en el año 2016 fue adquirido por la naviera española Acciona Trasmediterránea, la cual asignó el buque a la ruta Almería-Nador y lo renombró como MS Almariya en honor al nombre con el que se conocía antiguamente a la ciudad de Almería; al-Mariyya.

## Historia

#### Olau Line
El MS Olau Hollandia fue el primer buque que se construyó para la naviera Olau Line, ya que hasta ese momento la compañía había operado con buques usados comprados o fletados a otras compañías, sin embargo, tras la compra de Olau Line por parte de la compañía TT-Line en el año 1979, los nuevos propietarios invirtieron en la construcción de dos nuevos barcos para la compañía El MS Olau Hollandia y su hermano el MS Olau Britannia eran más del doble del tamaño de los ferries más grandes operados por Olau Line hasta ese momento, de hecho, también eran más grandes que cualquier otro buque operado por TT-Line en ese momento. El MS Olau Hollandia fue construido para ser "compatible con la OTAN", de forma que pudiera convertirse fácilmente en un barco de tropas de ser necesario. También se construyó con un casco más grueso de lo habitual, lo suficiente como para clasificarlo bajo la categoría "Finnish ice class 1 A Super" (la clase más alta posible) cuando comenzó a prestar servicio en el Mar Báltico sin ningún tipo de cambios estructurales en su casco. El 21 de marzo de 1981 fue entregado a sus propietarios, y cuatro días más tarde comenzó a operar en la ruta Sheerness (Reino Unido)-Vlissingen (Países Bajos).
A finales de la década de 1980, Olau Line decidió reemplazar el MS Olau Hollandia y el MS Olau Britannia con dos nuevos buques, también llamados MS Olau Hollandia y MS Olau Britannia. El antiguo MS Olau Hollandia fue vendido a la compañía sueca Nordström & Thulin en agosto de 1989.

#### Gotlandslinjen (Nordström & Thulin)
En 1987 los nuevos dueños del MS Olau Hollandia, Nordström & Thulin, ganaron la concesión estatal para operar servicios de ferry entre la isla de Gotland y el continente sueco durante los años 1988 y 1997. Nordström & Thulin comercializó su servicio con la subsidiaria Gotlandslinjen, para cuyo tráfico compró el MS Olau Hollandia. Entre octubre y diciembre de 1987 el MS Olau Hollandia fue reformado en la constructora naval alemana AG Weser Seebeckwerft y rebautizado como MS Nord Gotlandia. Después de la reforma navegó a Estocolmo, donde fue expuesto al público. Posteriormente, el día 1 de enero de 1990 el MS Nord Gotlandia comenzó a prestar servicio con Gotlandslinjen, en las rutas de Visby a Nynäshamn y a Oskarshamn.
En julio de 1997 el MS Nord Gotlandia sufrió un incendio en la sala de máquinas. En el mismo año el gobierno sueco celebró una licitación para la concesión estatal de tráfico a Gotland para los años 1998-2004, pero esta vez Nordström & Thulin perdió la concesión. En ese momento Nordström & Thulin también era propietaria del 50% de la compañía EstLine, pero la empresa decidió no transferir el MS Nord Gotlandia a EstLine, en su lugar, fue vendido en diciembre de 1997 a Eckerö Line, de Finlandia, siendo entregado en enero de 1998.

#### Eckerö Line
El 1 de enero de 1998 el MS Nord Gotlandia dejó Visby para ir al astillero de reparaciones de Turku, en Naantali, Finlandia, donde al día siguiente fue adquirido por la naviera Eckerö Line. Después de ser nuevamente reformado para su nuevo servicio, fue renombrado como MS Nordlandia y fue puesto en servicio por Eckerö Line en la ruta  Helsinki-Tallinn el día 10 de febrero de 1998.
El 30 de abril de 2003 el buque dañó una de sus hélices al salir del puerto de Helsinki, debiendo permanecer atracado en Naantali durante cinco días para su reparación. Más tarde, durante una fuerte tormenta, el 28 de octubre de 2006, embistió el muelle de Tallin, lo que provocó un agujero por encima de la línea de flotación. Los daños se repararon rápidamente y el barco volvió a estar en circulación el 1 de noviembre.
En enero del año 2011, el barco estuvo atracado en Naantali durante once días (del 3 al 14 de enero de 2011), siendo reemplazado en diciembre de 2012 por el MS Finlandia.

#### Acciona Trasmediterránea
En enero del año 2016 la naviera española Acciona Trasmediterránea adquirió el buque, sometiéndolo a recorrido en los astilleros de Gibraltar, donde fue repintado y recibió los colores de su nueva contraseña y, bajo pabellón de Chipre y registro de Limasol, fue renombrado como "Almariya". Dicho nombre le fue otorgado en honor al nombre en árabe andalusí con el cual se conocía a la actual ciudad de Almería en Al-Ándalus; (al-Mariyya).